# Xysticus charitonowi
Xysticus charitonowi är en spindelart som beskrevs av Tamara Mcheidze 1971. Xysticus charitonowi ingår i släktet Xysticus och familjen krabbspindlar. Inga underarter finns listade i Catalogue of Life.